# 夸特梅因冰川
67°1′S 65°9′W / 67.017°S 65.150°W
夸特梅因冰川是南極洲的冰川，位於葛拉漢地的弗因海岸，處於弗里克冰川北岸，最終注入米爾灣，以新西蘭的歷史學家命名。